# Cihat Arman
Cihat Arman (* 16. Juli 1915 in Istanbul; † 14. Mai 1994 ebenda) war ein türkischer Fußballtorhüter, -trainer und -funktionär. Durch seine lange Tätigkeit für Fenerbahçe Istanbul wird er sehr stark mit diesem Verein assoziiert und als einer der wichtigsten Torhüter der Vereinsgeschichte aufgefasst. So ist er einer von fünf Spielern, die namentlich in dem offiziellen Fenerbahçe-Marsch Erwähnung finden. Der Verein hat zudem seinen Spitznamen Sarı Kanaryalar (dt. Die gelben Kanarienvögel) durch Arman erhalten, nachdem dieser jahrelang mit einem gelben Trikot seine Spiele bestritt. Aufgrund seiner teilweise spektakulären Torwartparaden, in denen er oft Flugeinlagen durchführte, erhielt er den Spitznamen Uçan Kaleci (dt. Der Fliegende Torhüter). Ein weiterer Spitzname war Yenilmez Adam (dt. Der unbesiegbere Mann). Er trug lange Zeit sowohl bei Fenerbahçe als auch in der türkischen Nationalmannschaft mehrere Jahre die Kapitänsbinde. Mit letzterer nahm er an den Olympischen Sommerspielen 1936 und 1948 teil. Nach seiner Fußballkarriere arbeitete er bei Fenerbahçe und dem türkischen Fußballverband als Vereinsfunktionär bzw. Vorstandsmitglied.

## Spielerkarriere

### Die ersten Jahre und Gençlerbirliği Ankara
Arman besuchte das renommierte Galatasaray-Gymnasium und interessierte sich während dieser Zeit für das Fußballspielen. Durch die Arbeit seines Vaters Faik Arman, welcher als Bankangestellter bei der Ziraat Bankası arbeitete, zog allerdings die Familie nach Ankara. Dadurch konnte Arman den üblichen Weg der Galatasaray-Gymnasiasten nicht gehen und die Nachwuchsabteilung des Vereins Galatasaray Istanbul besuchen. In Ankara setzte er seine Schullaufbahn fort und begann als 15-Jähriger in der Nachwuchsabteilung des damals populären Vereins Gençlerbirliği Ankara mit dem Vereinsfußball. Hier wurde er binnen kürzester Zeit in die A-Mannschaft aufgenommen und spielte mit Gençlerbirliği in der Ankara Futbol Ligi (dt. Fußballliga Ankara). Zum Zeitpunkt seines Eintritts in die erste Mannschaft existierte in der Türkei keine landesübergreifende Profiliga. Stattdessen existierten in den Ballungszentren wie Istanbul, Ankara, Izmir, Adana und Trabzon regionale Ligen, von denen die İstanbul Futbol Ligi (dt.: Istanbuler Fußballliga) als die renommierteste galt und dieser die Fußballliga Ankara folgte. Bei Gençlerbirliği etablierte sich der noch nicht volljährige Arman schnell als Stammtorhüter und gewann in der Saison 1934/35 die Meisterschaft Ankaras. Nachdem sich ein Talent schnell innerhalb der türkischen Fußballszene herumgesprochen hatte, stieg er 1936 dann zum Nationalspieler auf und nahm mit der Türkischen Nationalmannschaft an den Olympischen Sommerspielen 1936 teil.

### Güneş Istanbul
Im Anschluss an die Olympiade 1936 wechselte Arman zum erst vor einem Jahr neugegründeten Verein Güneş Istanbul. Mittr der 1935er Jahre kam es innerhalb der Mannschaft von Galatasaray Istanbul zu einer heftigen Kontroverse. Als Folge kam es 1935 unter der Führung von Ulvi Yenal und Yusuf Ziya Öniş zu einer Trennung und der Gründung von Güneş SK. Unter den Spielern, die Galatasaray verließen und zu Güneş wechselten, befanden sich auch viele ehemalige Mitschüler Armans, wie z. B. İbrahim Tusder, Rebii Erkal, Refii Erkal und Rasih Minkari. Dieser Verein etablierte sich auf Anhieb in der İstanbul Futbol Ligi. Bereits in der ersten Saison mit Arman spielte der Klub lange Zeit mit Fenerbahçe Istanbul um die Meisterschaft mit. Am Saisonende wurde man hinter Fenerbahçe, aber noch vor Galatasaray Istanbuler Vizemeister. In der nächsten Saison, der Saison 1937/38 spielte die Mannschaft wieder mit Fenerbahçe um die Meisterschaft. Dieses Mal setzte sich Güneş punktgleich aber des besseren Torverhältnisses wegen gegen Fenerbahçe durch und wurde zum ersten Mal in der Vereinsgeschichte Istanbuler Meister. So besiegte die Mannschaft in dieser Liga auch Galatasaray mit 0:7 deutlich und entschied dieses prestigeträchtige Match für sich. In der gleichen Saison nahm die Mannschaft auch an der Millî Küme teil, einer Art Meisterschaft, an der die Mannschaften der drei Großstädte Istanbul, Ankara und Izmir teilnahmen. In dieser Liga, die im Anschluss an die Istanbuler Fußballliga im Frühjahr bis Sommer gespielt wurde, setzte sich Güneş mit großem Punkteabstand gegen alle anderen Teams durch und gewann auch dieses Turnier. Arman absolvierte nahezu alle Pflichtspiele für seinen Verein und hatte an den Erfolgen großen Anteil. Güneş startete auch sehr erfolgreich in die neue Saison und holte in den ersten vier Spieltagen elf der zwölf möglichen Punkte. Nach diesem 4. Spieltag löste sich Güneş mit einer unerwarteten und plötzlichen Entscheidung wieder auf und zog sich aus der Liga zurück.

### Fenerbahçe Istanbul
Alle Spieler blieben nach Vereinsauflösung von Güneş SK bis zum Saisonende vereinslos. Am Saisonende kehrten einige Spieler zu Galatasaray zurück, während andere eine Rückkehr zu Galatasaray ablehnten. Arman wechselte mit solchen Spielern wie İbrahim Tusder, Ömer Boncuk, Melih Kotanca, Rebii Erkal und Rasih Minkari zum Erzrivalen Fenerbahçe Istanbul.
Bei Fenerbahçe eroberte Arman auf Anhieb die Stammtorhüterposition und behielt diesen verletzungsbedingten Ausfällen ausgeschlossen nahezu bis zu seinem Karriereende. In den ersten vier Spielzeiten bei Fenerbahçe musste Arman mit seiner Mannschaft die sehr starke Periode vom Erzrivalen Beşiktaş Istanbul miterleben und hatte vier Mal das Nachsehen gegenüber diesem Klub. Lediglich in der Saison 1939/40 gewann der Klub den Millî Küme und in der Saison 1942/43 den Maarif Mükafatı. In der Saison 1941/42 absolvierte Arman nahezu die gesamte Saison. In der Saison 1943/44 gelang es Armans Mannschaft schließlich, sich gegenüber Beşiktaş durchzusetzen und nach sieben Jahren wieder die Istanbuler Meisterschaft zu gewinnen. Nach dieser Meisterschaft gab Arman mit seiner Mannschaft erneut die Meisterschaften an Beşiktaş, konnte aber ein Mal den İstanbul-Pokal, zwei Mal den Bildungsministeriums-Pokal und den Premierminister-Pokal. In den zwei Spielzeiten 1946/47 und 1947/48 gelang dem Klub die Istanbuler Meisterschaft.
Die nächste Spieltag übernahm Arman bei Fenerbahçe als Spielertrainer auch den Posten des Cheftrainers. Er ließ sich selbst nicht in jede Begegnung aufstellen und gab seinen Ersatzkeepern Erdal Kocaçimen und Hüsnü Terzioğlu auch die Möglichkeit, Spielpraxis zu sammeln. Im Februar wurde er vom Engländer Peter Molloy als Cheftrainer abgelost, wurde aber von Molloy auch weiterhin als Torhüter eingesetzt. Sein Klub beendete die Saison weit abgeschlagen hinter Galatasaray und Beşiktaş als Tabellendritter. In der neuen Saison eroberte Arman wieder einen Stammplatz. Fenerbahçe spielte zwar lange Zeit um die Meisterschaft mit, vergab allerdings diesen Titel erneut an Beşiktaş. Allerdings konnte der Bildungsministeriums- und der Premierminister-Pokal gewonnen werden. Die Saison 1950/51 absolvierte Arman nur zwei Ligaspiele und verlor seinen Stammplatz erneut an Kocaçimen. Am Anschluss an diese Saison beendete er seine Karriere.

### Nationalmannschaft
Arman begann seine Länderspielkarriere während seiner Zeit bei Gençlerbirliği Ankara mit einem Einsatz für die Türkische Nationalmannschaft in einem Testspiel gegen die Jugoslawische Nationalmannschaft. Nach diesem Einsatz war er bis zum Ende des Jahres 1949 als Erster Nationaltorhüter unumstrittenen gesetzt und absolvierte während dieser Zeit auch alle Nationalspiele seines Landes. Wegen des Zweiten Weltkriegs wurden elf Jahre lang keine Länderspiele ausgetragen.
Mit der türkischen Auswahl nahm Arman an den Olympischen Sommerspielen 1936 1948 teil. Zudem nahm er mit der Nationalmannschaft im Sommer 1949 am Mittelmeerpokal teil und belegt hinter der zweiten Auswahl der italienischen Nationalmannschaft den zweiten Platz. Insgesamt absolvierte er zwölf A-Länderspiele und ein B-Länderspiel. In neun der zwölf A-Länderspieleinsätze trug Arman die Mannschaftskapitänsbinde.
1949 betreute er als Spielertrainer die türkische Nationalmannschaft, stellte statt sich selbst seinen Ersatz Erdal Kocaçimen im Tor auf und verhalf diesem zu dessen einzigem Länderspieleinsatz.

## Trainerkarriere
Arman arbeitete bereits gegen Ende seiner Torhüterkarriere kurzfristig bei Fenerbahçe und der türkischen Nationalmannschaft als Spielertrainer. Im Dezember 1952 verkündete der türkische Fußballverband Arman als Trainer der neugeschaffenen türkischen U-18-Nationalmannschaft eingestellt zu haben.
Die türkische U-18 bereitete Arman für die Teilnahme an der UEFA-Juniorenturnier vor. Unter Arman bestritt die U-18-Nationalmannschaft im Rahmen dieses Turniers auch ihr erstes Länderspiel überhaupt. In dieser Partie setzte sich die Mannschaft mit 1:0 überraschend gegen die Französische U-18-Nationalmannschaft durch. Dieses Turnier beendete die türkische U-18 unter Armans Leitung als Turnierdritter und erzielte damit die bis dato beste Platzierung einer türkischen Fußballnationalmannschaft. Nach diesem Erfolg wurde er als Trainer von seinem alten Verein Fenerbahçe gehandelt. Es kam allerdings zu keiner Übereinkunft, sodass Arman Ende 1953 die Vorbereitungen für die Teilnahme der U-18-Nationalmannschaft an dem nächstjährigen UEFA-Juniorenturnier begann. Er betreute die Juniorenmannschaft auch während des Turniers 1954. In der Gruppenphase des in Deutschland ausgetragenen Turniers, setzt sich türkische Juniorenauswahl souverän gegen Belgien, Österreich, Schweiz und Luxemburg als Tabellenerster durch und erreichte das Halbfinale. Im Halbfinale traf die Mannschaft auf den Gastgeber Deutschland. Gegen das Team um Torjäger Uwe Seeler unterlag Armans Team nach einer umkämpften Partie mit 1:2 und musste im Spiel um Platz 3 gegen Argentinien antreten. Dieses Spiel verlor die Mannschaft mit 0:1 und beendete das Turnier als Vierter. Einen Monat nach Turnierende trat Arman von seinem Amt als U-18-Nationaltrainer zurück.
Im Sommer 1954 übernahm er beim Istanbuler Klub Beyoğluspor den Cheftrainerposten. Diesen Verein trainierte er bis Mitte Dezember 1954 und trat anschließend von seinem Amt zurück.
Wenige Tage nach seinem Rücktritt bei Beyoğluspor übernahm Armen erneut die türkische U-18-Nationalmannschaft. Zwei Tage nachdem verkündet wurde, dass Arman die türkische U-18 trainieren wird, unterschrieb er mit Beşiktaş Istanbul einen Vertrag und betreute diesen Verein bis zum Saisonende. Trotz der Einstellung bei Beşiktaş betreute Arman weiterhin die türkische U-18 und bereitete sie auf das nächste UEFA-Juniorenturnier vor. Unter Arman steigerte Beşiktaş seine Leistungen gegen Saisonende hin und spielte mit dem Erzrivalen Galatasaray lange um die Meisterschaft mit. Erst am letzten Spieltag verpasste seine Mannschaft die Meisterschaft aufgrund des schlechteren Torverhältnisses wegen. Nach diesem Erfolg führte Arman sein Amt auch in der nächsten Saison bei Beşiktaş fort. Im Oktober 1955 übergab er wegen der Doppelbelastung das Amt des U-18-Nationaltrainers erst an seinen ehemaligen Teamkollegen Esat Kaner und nachdem diese Einstellung nicht zustande gekommen war im Januar 1956 an Vahap Özaltay. Nachdem Armans Mannschaft in der Meisterschaft den Anschluss an den Tabellenführer Galatasaray trat er im Mai 1956 von seinem Amt zurück.
Unmittelbar nach seinem Abschied von Beşiktaş unterschrieb er trotz laufender Saison mit İstanbulspor heimlich einen Vertrag, obwohl bei diesem Klub noch Armans alter Teamkamerad Sabri Kiraz als Trainer arbeitete. Nachdem die Verpflichtung Armans doch bekannt geworden war, trat Kiraz sofort von seinem Amt zurück. Anfang Juni 1956 begann Arman seine Trainertätigkeit bei Istanbulspor und beendete die Saison mit diesem Klub auf dem 4. Tabellenplatz. Neben seiner Tätigkeit bei Istanbulspor übernahm Arman ab Oktober 1956 auch das Amt des Cheftrainers der Türkischen Nationalmannschaft. Die Nationalmannschaft betreute er für zwei Länderspiele die im November 1956 gespielt wurden. Nach diesen beiden Länderspielen versuchte der türkische Fußballverband Arman dazu zu, seine Stellung bei Istanbulspor aufzugeben und fortan nur die Nationalmannschaft zu betreuen. Arman verwies auf seinen bis zum Sommer 1958 gültigen Vertrag mit Istanbulspor. Nachdem sich beide Seiten nicht einigen konnten, trainierte Arman fortan neben Istanbulspor tatt der A-Nationalmannschaft die türkische U-18-Nationalmannschaft. Im April 1957 führte diese Doppelbelastung dazu, das Istanbulspor Arman die Teilnahme an dem UEFA-Juniorenturnier untersagte. Nachdem er dennoch an diesem Turnier teilgenommen hatte, löste Istanbulspor seinen Vertrag mit Arman einseitig auf. Nach diesen Entwicklungen übernahm Arman Ende April 1957 die türkische B-Nationalmannschaft. Bereits nach etwa einer Woche wurde er durch Şeref Görkey ersetzt.
Zur Saison 1957/58 begann Arman Kasımpaşa Istanbul als Cheftrainer zu trainieren. Diesen Verein betreute er zwei Jahre lang in der İstanbul Profesyonel Ligi (dt. Istanbuler Profiliga), der Nachfolgeliga der İstanbul Futbol Ligi. Im Frühjahr 1959 wurde mit der Millî Lig (der heutigen Süper Lig) die erste landesweit ausgelegte Nationalliga der Türkei gegründet. Diese Liga löste die regionalen Ligen in den größeren Ballungszentren, wie die Istanbuler Profiliga, als höchste und einzige türkische Spielklasse ab. Aus dieser Profiliga wurden die ersten acht Mannschaften in diese Liga aufgenommen. Da allerdings Arman mit Kasımpaşa in der letzten Saison der Istanbuler Profiliga den vorletzten und damit 9. Tabellenplatz belegt hatte, musste der Klub weiterhin in der Istanbuler Profiliga spielen, die fortan den Charakter der zweithöchsten Profiliga hatte. So betreute Arman ein Jahr lang eine Zweitligamannschaft. Zur zweiten Saison der Millî Lig, der Saison 1959/60 wurde die Millî Lig von bisher 16 Mannschaften auf 20 erhöht. Unter den vier neuen Vereinen befand sich auch Kasımpaşa, wodurch der Verein wieder in der höchsten türkischen Spielklasse spielte. Arman betreute Kasımpaşa in dieser Liga lediglich bis zum Oktober 1959 und trat anschließend von seinem Amt zurück. Ihn ersetzte interimsweise der Mannschaftskapitän Recep Adanır.
Neben seiner Tätigkeit für Kasımpaşa wurden auch die türkische B-Nationalmannschaft und weiterhin die U-18 von Arman trainiert. Während dieser Zeit absolvierten diese Nationalmannschaften pro Jahr ein oder zwei Spiele. Im Anschluss dieser Spiele wurde einige Male zwar verkündet, dass Arman nicht mehr Trainer tätig sein wird, allerdings stellte ihn der Verband zur nächsten Länderspielphase wieder ein.
Im Juli 1960 übernahm er wieder bei Istanbulspor das Amt des Cheftrainers und trainierte diese Mannschaft eine Saison lang. Im Januar 1962 wurde Arman Trainer bei Yeşildirek SK und blieb in dieser Funktion bis zum November 1962.
Im August 1963 wurde er der Trainer der Türkische U-21-Nationalmannschaft. Im Oktober wurde er dann der Trainer der türkischen Amateurnationalmannschaft.
Im August 1964 begann er als Cheftrainer der Türkischen Nationalmannschaft zu arbeiten. Ab Januar 1965 blieb zwar Arman weiterhin der Nationalmannschaft erhalten, allerdings arbeitete er fortan eher als Co-Trainer und assistierte dabei dem Manager Sandro Puppo. Dieser kümmerte sich um die Spielernominierungen und die Aufstellung. Ende 1965 begann er wieder die türkische U-21-Auswahl zu betreuen. Neben der U-21-Auswahl betreute Arman 1966 wieder die Amateurauswahl.
Im Juni 1966 übernahm Arman den Erstliganeuling Eskişehirspor und trainierte sie eine Saison lang. Die nächste Saison übernahm er mit Mersin İdman Yurdu erneut einen Erstliganeuling. Im April 1968 trat er hier von seinem Amt zurück. Zur neuen Saison übernahm Arman bei Vefa Istanbul das Amt des Cheftrainers.
Milli Takim teknik direktärleri. Im Januar 1971 übernahm Arman zum dritten Mal in seiner Trainerkarriere die türkische Nationalmannschaft. Von diesem Amt trat Arman im November 1971 wieder zurück.
Im Februar 1972 begann Arman für den nationalen Verband als Talentscout zu arbeiten.
Ende der 1970er Jahre zog Arman nach Los Angeles und trainierte hier den Amateurverein Los Angeles Istanbulspor. Mit diesem Verein holte er im Sommer 1981 die Meisterschaft der Liga.

## Tod
Am 14. Mai 1994 verstarb Arman im Istanbuler Şişli Etfal Krankenhaus, wo er wegen eines kürzlich erlittenen Schlaganfalls lag. Er wurde am nächsten Montag, den 16. Mai 1994, nach dem Mittagsgebet im Friedhof Aşiyan beigesetzt. Zu seinem Todestag findet an seinem Grab jährlich eine Gedenkfeier statt.

## Trivia
- In Yakacık, einem Viertel des Istanbuler Stadtteils Kartal, ist das Yakacık-Cihat-Arman-Stadion nach Arman benannt wurden.[86]
- Arman trainierte noch während seiner aktiven Torhüterzeit den jungen und verheißungsvollen Torhüter Turgay Şeren vom Erzrivalen Galatasaray Istanbul. So trafen sich beide zu diesem Zweck zwei Mal wöchentlich im Inönü-Stadion.[87] Später löste Şeren Arman in der türkischen Nationalmannschaft als Stammtorhüter ab und war ein Jahrzehnt lang der wichtigste Torhüter des türkischen Fußballs.
- Arman schrieb 1960 ein Buch mit dem Titel „Futbolda 16 sene“ (dt. 16 Jahre im Fußball) in dem er von seinen Erinnerungen erzählt.[88]
- Ab dem Herbst 1963 begann Arman in der Tageszeitung Milliyet als Sportkolumnist zu arbeiten.[89] Nach seiner Trainertätigkeit im Jahr 1971 arbeitete er für Milliyet als Sportjournalist und führte diese Tätigkeit mit kleineren Unterbrechungen bis zum Ende der 1980er Jahre.[90]
- Am Ende der 1970er Jahre zog er mit seiner Familie nach Los Angeles und setzte sein Leben dort fort.[91] 1981 kehrte er wieder in die Türkei zurück.[92]
- 1988 kandidierte Arman kurzzeitig für die Vereinspräsidentschaft bei Fenerbahçe Istanbul und zog anschließend seine Kandidatur wieder zurück.[93]
- Er wurde 1965 in einem von der Tageszeitung Cumhuriyet organisierten Wettbewerb in die beste Elf der letzten 42 Jahre gewählt, d. h. seit der Gründung des türkischen Fußballverbandes.[94]

## Erfolge

### Als Spieler
Mit Gençlerbirliği Ankara
- Meister der Ankara Futbol Ligi: 1934/35

Mit Güneş Istanbul
- Meister der İstanbul Futbol Ligi: 1937/38
- Meister der Millî Küme: 1938

Mit Fenerbahçe Istanbul
- Meister der İstanbul Futbol Ligi: 1943/44, 1946/47, 1947/48
- Meister der Millî Küme: 1940
- Meister der Maarif Mükafatı: 1942/43
- İstanbul-Pokalsieger: 1944/45
- Bildungsministeriums-Pokalsieger: 1944/45, 1945/46, 1949/50
- Premierminister-Pokalsieger: 1944/45, 1945/46, 1949/50

Mit der türkischen Nationalmannschaft
- Teilnahme an den Olympischen Sommerspielen: 1936, 1948
- Zweiter im Mittelmeerpokal: 1949

### Als Trainer
Mit der türkischen U-18-Nationalmannschaft
- Dritter des UEFA-Juniorenturniers: 1953
- Vierter des UEFA-Juniorenturniers: 1954